# Andrei Myazin
Andrei Aleksandrovich Myazin (tiếng Nga: Андрей Александрович Мязин; sinh ngày 27 tháng 10 năm 1987 ở Kuybyshev, hiện tại Samara) là một cầu thủ bóng đá người Nga.
Hiện tại anh thi đấu cho FK Palanga.

## Danh hiệu
- Russian Second Division Zone Centre best player: 2010.